# 19813 Ericsands
19813 Ericsands è un asteroide della fascia principale. Scoperto nel 2000, presenta un'orbita caratterizzata da un semiasse maggiore pari a 2,3598350 UA e da un'eccentricità di 0,0531623, inclinata di 6,49573° rispetto all'eclittica.